# Boletus reticulatus
Boletus aestivalis · Cèpe d'été
Espèce
Statut de conservation UICN

 LC  : Préoccupation mineure
Boletus aestivalis ou Boletus reticulatus, le Cèpe d'été, est une espèce de champignons (Fungi) comestibles basidiomycètes de la famille des Boletaceae, présente dans l'hémisphère nord. Il fait partie, avec Boletus aereus, Boletus edulis et Boletus pinophilus, des quatre espèces de bolets "nobles" ; les Cèpes. Il est caractérisé par son chapeau sec de couleur brun terne uniforme, son réseau souvent très étendu et sa période de pousse typiquement estivale (mai à fin septembre en moyenne). Très semblable à Boletus edulis, il s'en différencie morphologiquement, entre autres, par l'absence de chair sous-cuticulaire rose ainsi que sa tendance thermophile.

## Taxonomie
Les noms binomiaux (avec auteur) utilisés pour ce taxon sont Boletus reticulatus Schaeff. et Boletus aestivalis (Paulet) Fr.

### Synonymes

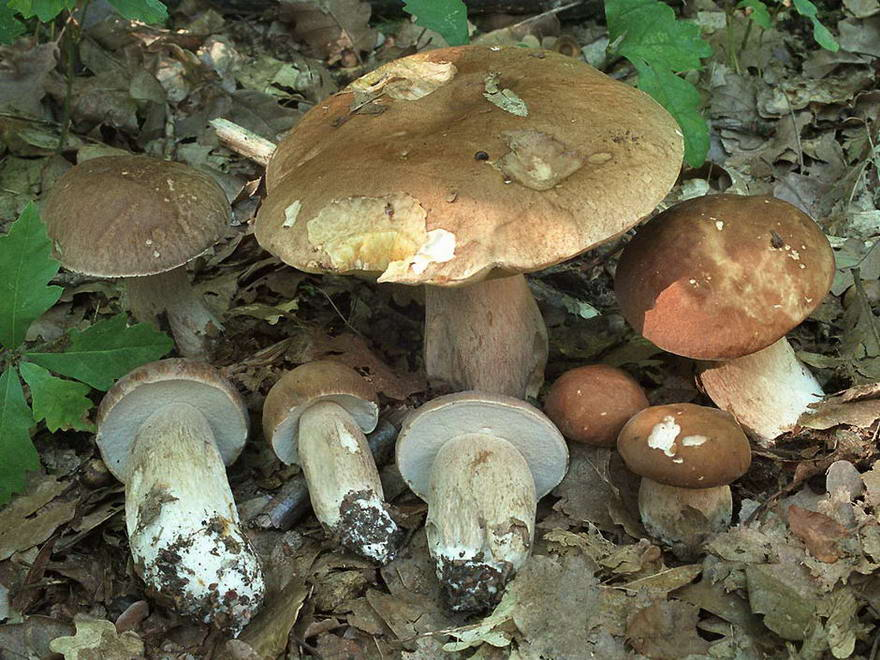
Collection de sporophores de Cèpes d'été en Italie.

Boletus reticulatus a pour synonymes :
- Boletus aestivalis (Paulet) Fr.
- Boletus carpinaceus Velen.
- Boletus edulis f. reticulatus (Boud.) Konrad & Maubl.
- Boletus edulis f. reticulatus (Schaeff.) Vassilkov
- Boletus edulis subsp. reticulatus (Schaeff.) Boud.
- Boletus edulis subsp. reticulatus (Schaeff.) Konrad & Maubl.
- Boletus mutabilis Batsch
- Boletus reticulatus subsp. carpinaceus (Velen.) Hlaváček
- Boletus reticulatus var. minor Alb. & Schwein.
- Boletus reticulatus var. rubiginosus Pelt.
- Boletus reticulatus var. rubiginosus Pelt. ex E.-J.Gilbert
- Boletus reticulatus Boud.
- Dictyopus aestivalis (Paulet) Quél.
- Suillus aestivalis (Paulet) Kuntze
- Suillus reticulatus (Schaeff.) Kuntze
- Tubiporus aestivalis Paulet
- Versipellis aestivalis (Paulet) Quél.
- Xerocomus reticulatus (Schaeff.) Anon.

### Phylogénie
Le naturaliste allemand Jacob Christian Schäffer a décrit le Cèpe d'été comme Boletus reticulatus en 1774, dans sa série sur les champignons de Bavière et du Palatinat Fungorum qui in Bavaria et Palatinatu circa Ratisbonam nascuntur icones. Le mycologue français Jean-Jacques Paulet l'a décrit comme "Le grand Mousseux" (Tubiporus aestivalis) en 1793. Les deux noms sont utilisés dans la littérature depuis de nombreuses années. Boletus reticulatus est classé dans le genre Boletus section Boletus, aux côtés d'espèces proches telles que B. aereus, B. edulis et B. pinophilus. Une étude génétique des quatre espèces européennes a démontré que B. reticulatus était apparenté à B. aereus.
Boletus astivalis est classé dans la section Boletus, aux côtés de proches parents tels que B. aereus, B. edulis et B. pinophilus. Une étude génétique des quatre espèces européennes a montré que B. aestivalis était une espèce sœur de B. aereus. Des tests plus approfondis sur les taxons du monde entier ont révélé que B. aereus était apparenté à une lignée qui s'était divisée en B. reticulatus et à deux lignées qui avaient été classées comme B. edulis, provenant respectivement du sud de la Chine et de la Corée du nord/Chine. Les analyses moléculaires suggèrent que les lignées B. aereus/mamorensis et B. reticulatus/B. « edulis » Chinois ont divergé il y a environ 6 à 7 millions d'années.

### Étymologie
L'épithète spécifique de son nom aestivalis, du latin aestas, fait réfèrence à l'été, sa période de pousse de prédilection, le Cèpe d'été étant une espèce thermophile, appréciant les fortes chaleurs. L'épithète spécifique de son autre nom reticulatus fait quant à lui réfèrence au réseau ornant le pied de cette espèce. Le réseau se nomme aussi réticule. Un pied orné d'un réseau est dit "réticulé". Bien que les autres Cèpes soient également réticulés, le réseau de Boletus reticulatus est souvent bien plus étendu que celui des autres espèces de Cèpes, descendant assez souvent jusqu'au bas du pied, alors que par exemple, chez le Cèpe de Bordeaux (Boletus edulis), son réseau s'arrête pour sa part typiquement vers la moitié de son pied (stipe).

### Noms vulgaires et vernaculaires
Le nom normalisé français de cette espèce est le suivant : Cèpe d'été, de l'ancien nom scientifique Boletus aestivalis. Il a pour nom vulgaire moins utilisé Cèpe réticulé (pléonasme, tous les Cèpes sont réticulés, il est juste question d'une réticulation plus étendue sur cette espèce en particulier), d'un de ses noms Boletus reticulatus. On le connait aussi occasionnellement sous les dénominations, vagues et ambiguës, de Cèpe de printemps, Cèpe de fleur ou Cèpe fleur, des appellations assez arbitraires et inexactes quant à l'espèce de Cèpe réellement désignée.

### Noms vernaculaires dans d'autres langues
- Allemand : Sommer-Steinpilz, Sommersteinpilz, Eichensteinpilz, Sommer-Steinpilz, Eichen-Steinpilz
- Italien : estatino, Porcino estivo, Ceppatello, Fiorone, Cappellone
- Allemand Autrichien : Sommer-Steinpilz, Sommersteinpilz, Eichensteinpilz
- Allemannd Suisse : Sommer-Steinpilz, Sommersteinpilz, Eichensteinpilz
- Roumain : Hrib de vară, mânătarcă de vară, mitărci de alun(iș), predeluț
- Tchèque : hřib dubový, hřib dubák, hřib jedlý, hřib letní, hřib síťkovaný
- Finnois : Tammenherkkutatti, tammenherkkutatti
- Croate : proljetni vrganj, obični vrganj
- English : summer cep
- Arabe : بوليط صيفي
- Bulagre : Дъбова манатарка
- Catalan : cep d’estiu
- Gallois : Cap tyllog yr haf
- Anglais Canadien : summer cep
- Esperanto : Somera boleto
- Estonien : võrk-kivipuravik
- Basque : Udako onddozuri
- Hongrois : Nyári vargánya
- Japonais : ヤマドリタケモドキ
- Géorgien : ბადისებრი დათვისსოკო
- Lituanien : Vasarinis baravykas
- Letton : Ozolu baravika
- Bokmal : Bleklodden steinsopp
- Néerlandais : vroeg eekhoorntjesbrood
- Polonais : borowik usiatkowany
- Pachto : ووړنی مرخېړی
- Russe : Боровик сетчатый
- Slovaque : hríb dubový
- Slovène : poletni goban
- Same d'Inari : taamiherskutatti
- Serbe : Испуцали вргањ
- Suédois : Finluden stensopp
- Ukrainien : Білий гриб сітчастий
- Wallon : bolet d’ esté
- Chinois : 網柄牛肝菌
- Chinois (Taiwan) : 網柄牛肝菌[9]

## Description du sporophore

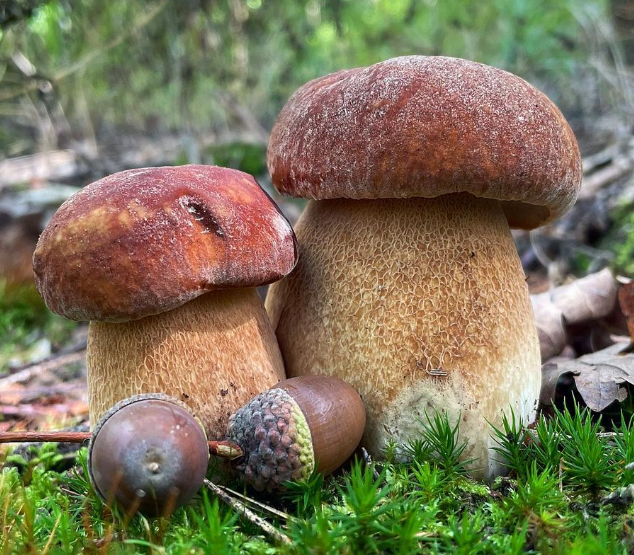
Deux Cèpes d'été en Tchéquie.

Les bolets sont des champignons dont l’hyménophore, constitué de tubes et terminés par des pores, se sépare facilement de la chair du chapeau. Ce chapeau d'abord rond, recouvert d'une cuticule, devient convexe à mesure qu’il vieillit. Ils ont un pied (stipe) central assez épais et une chair compacte. Les caractéristiques morphologiques de B. aestivalis sont les suivantes :
Son chapeau mesure 4 à 20 cm, il est sec, plutôt velouté voire craquelé par temps sec, parfois pruineux chez les jeunes, de couleur croûte de pain, brun tabac clair, brun, brun terne, brun roussâtre, brun châtain chaud, marron châtain à marron rougeâtre chaud, coloré de façon assez uniforme. Il peut occasionnellement présenter un liseré blanc à la bordure de son chapeau.
L'hyménophore présente des tubes d'abord blancs puis jaunes et enfin olivâtres à maturité. Les pores sont ronds, fins, serrés, concolores aux tubes. La sporée est olivâtre.
Son stipe mesure 5 à 15 cm par 2 à 7 cm, il est beige, avec un fin réseau longtemps blanc, parfois concolore, pouvant devenir très marqué, même parfois saillant, qui descend souvent jusqu'à la base du pied.

La chair est entièrement blanche, immuable (ne changeant pas de couleur à la coupe). Sa saveur est douce et son odeur est très agréable, de forêt humide.

Principaux caractères distinctifs
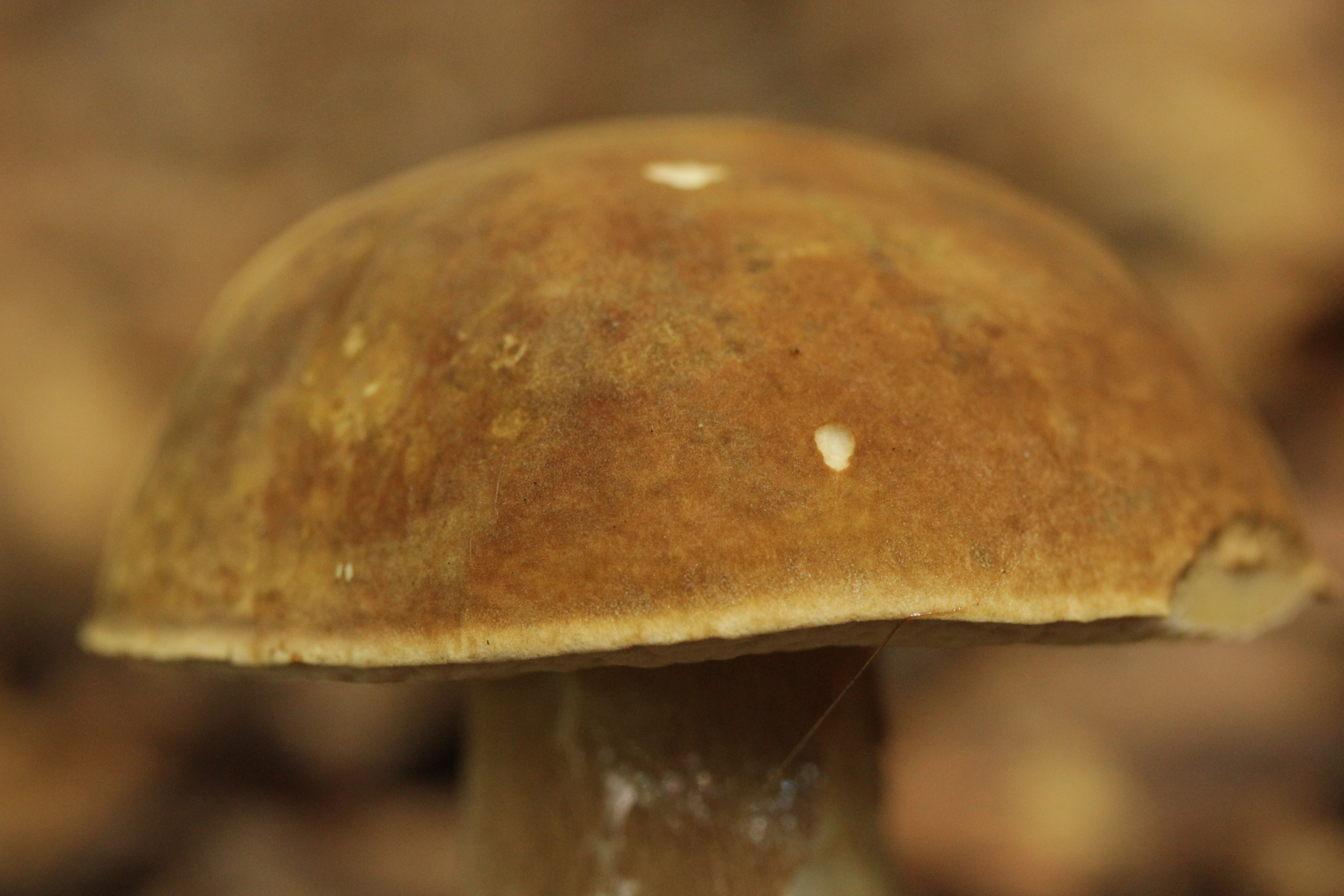
Chapeau de couleur plus au moins uniforme brunâtre ou brun clair terne, sec.
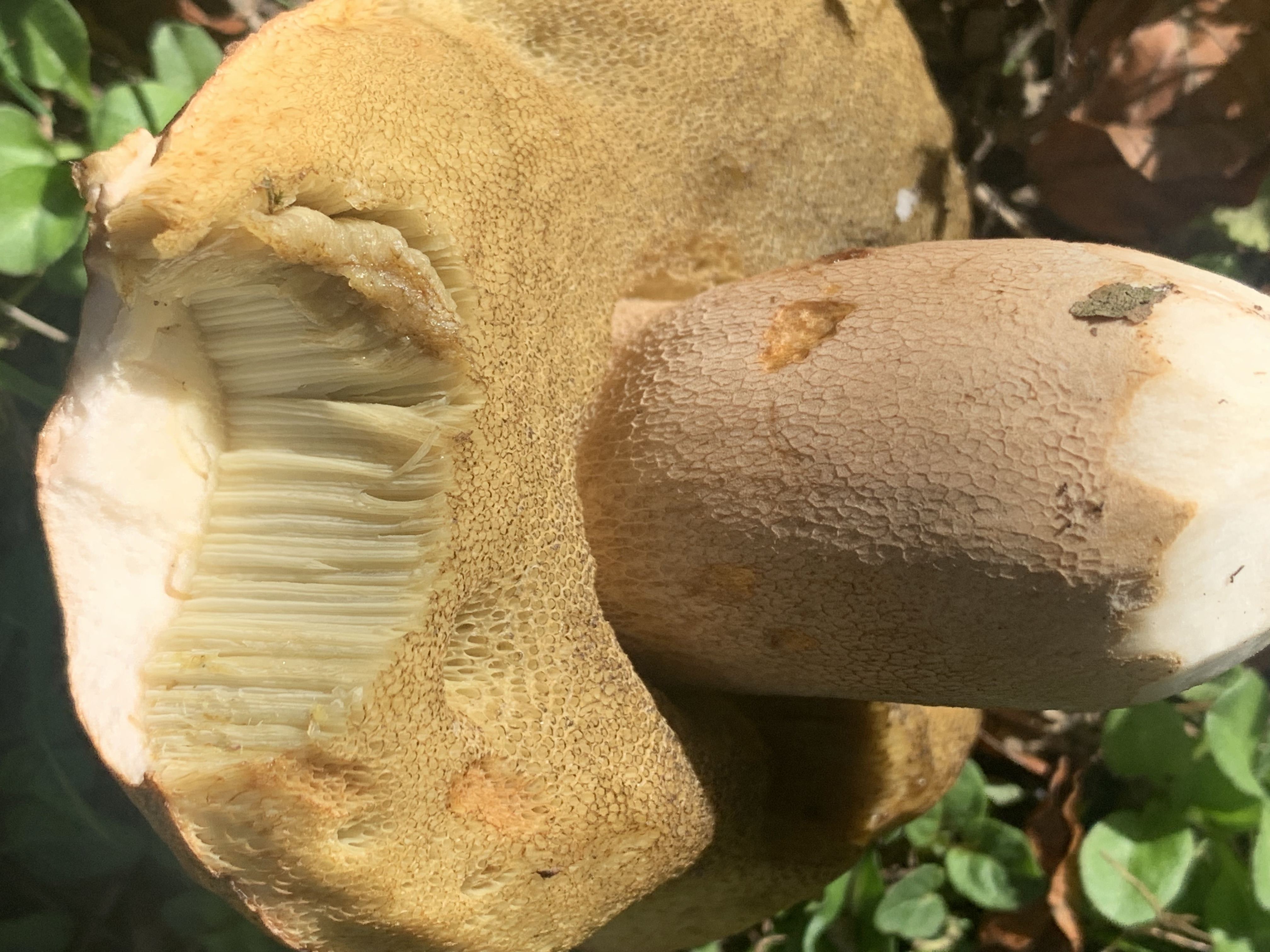
Hyménophore d'abord blanc puis jaune et enfin olivâtre.
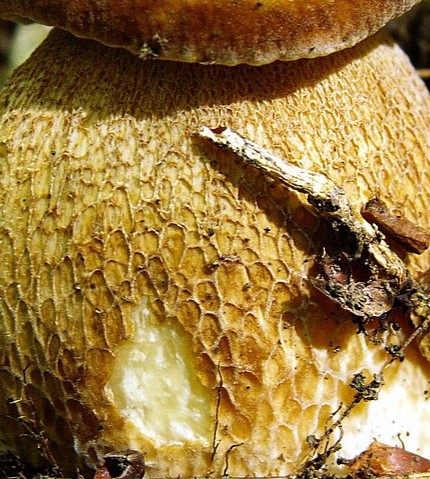
Pied orné d'un réseau souvent très étendu.
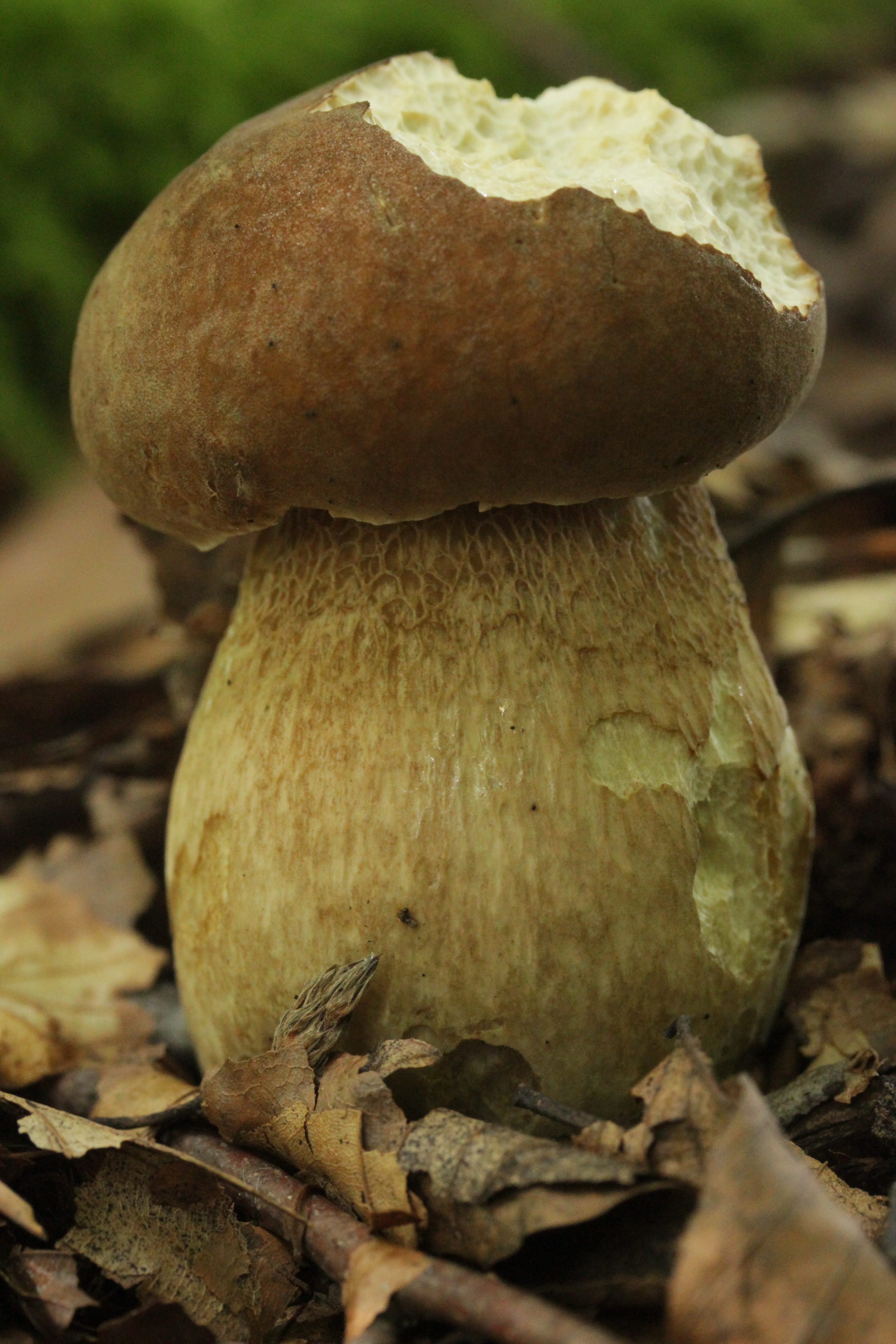
Chair blanche, immuable à la coupe.
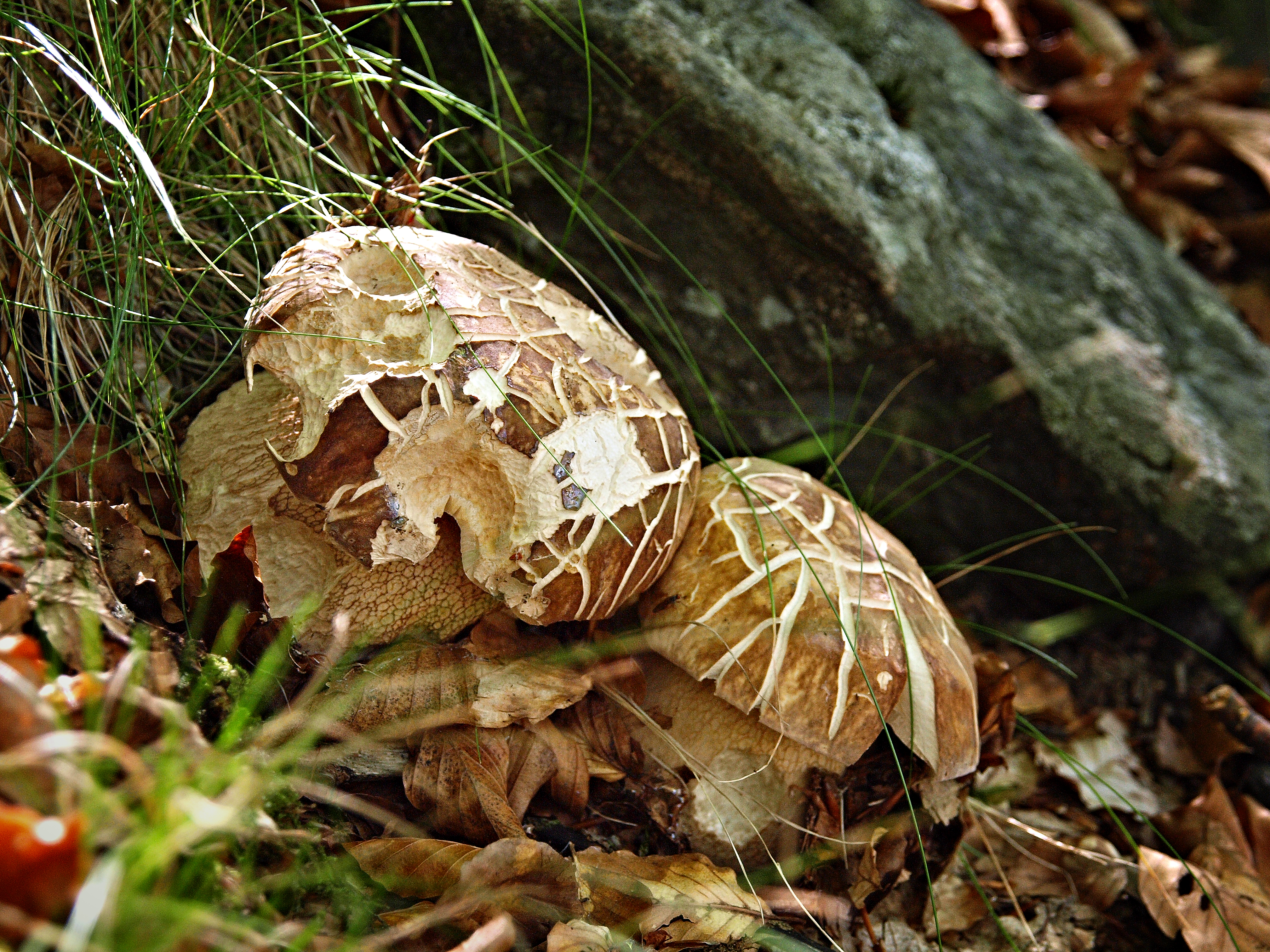
Il n'est pas rare de trouver des exemplaires craquelés par la sécheresse d'été.

### Caractéristiques microscopiques
Ses spores mesurent 12 à 15 μm par 4 à 6 μm, elles sont allongées-fusoïdes.

## Galerie

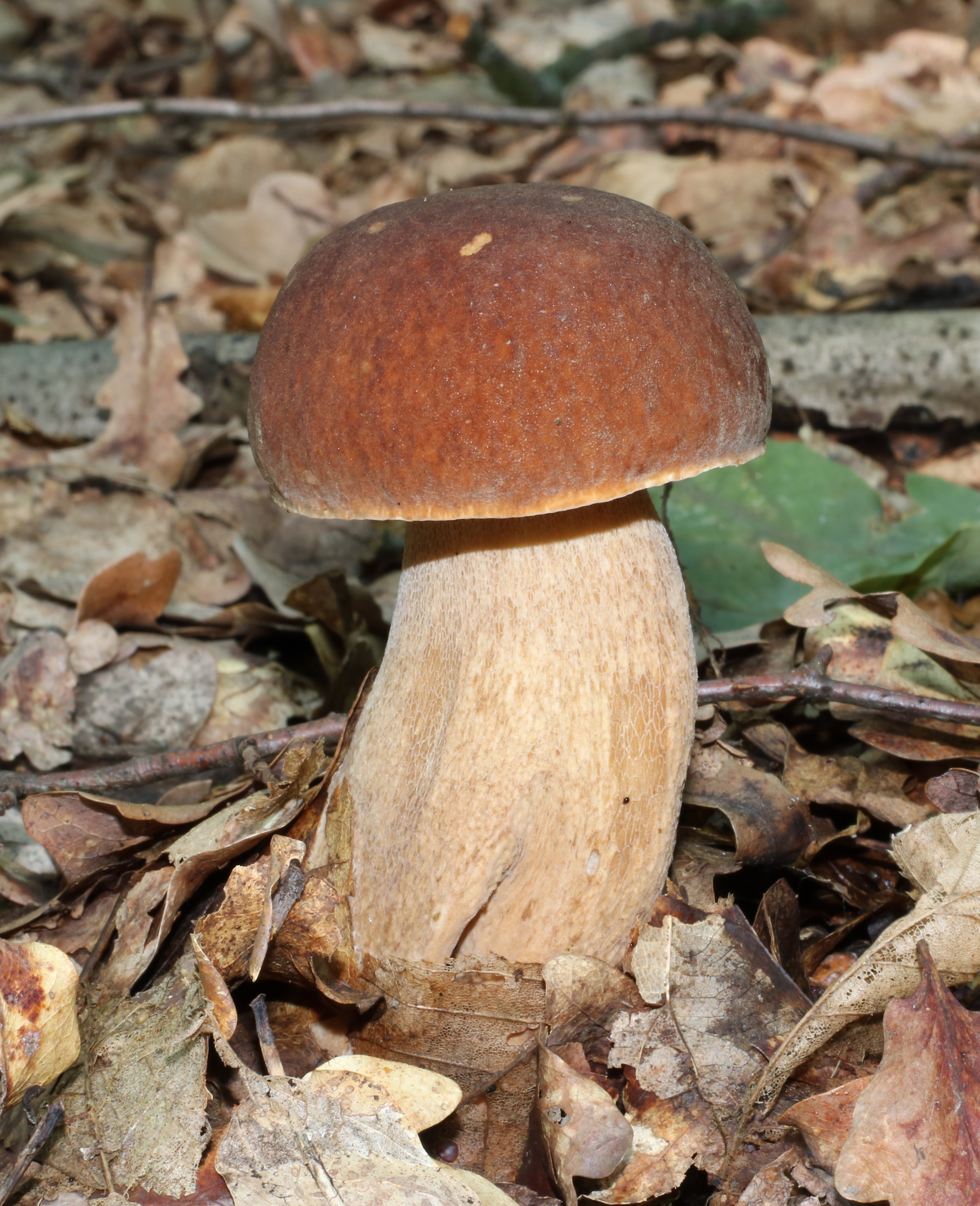
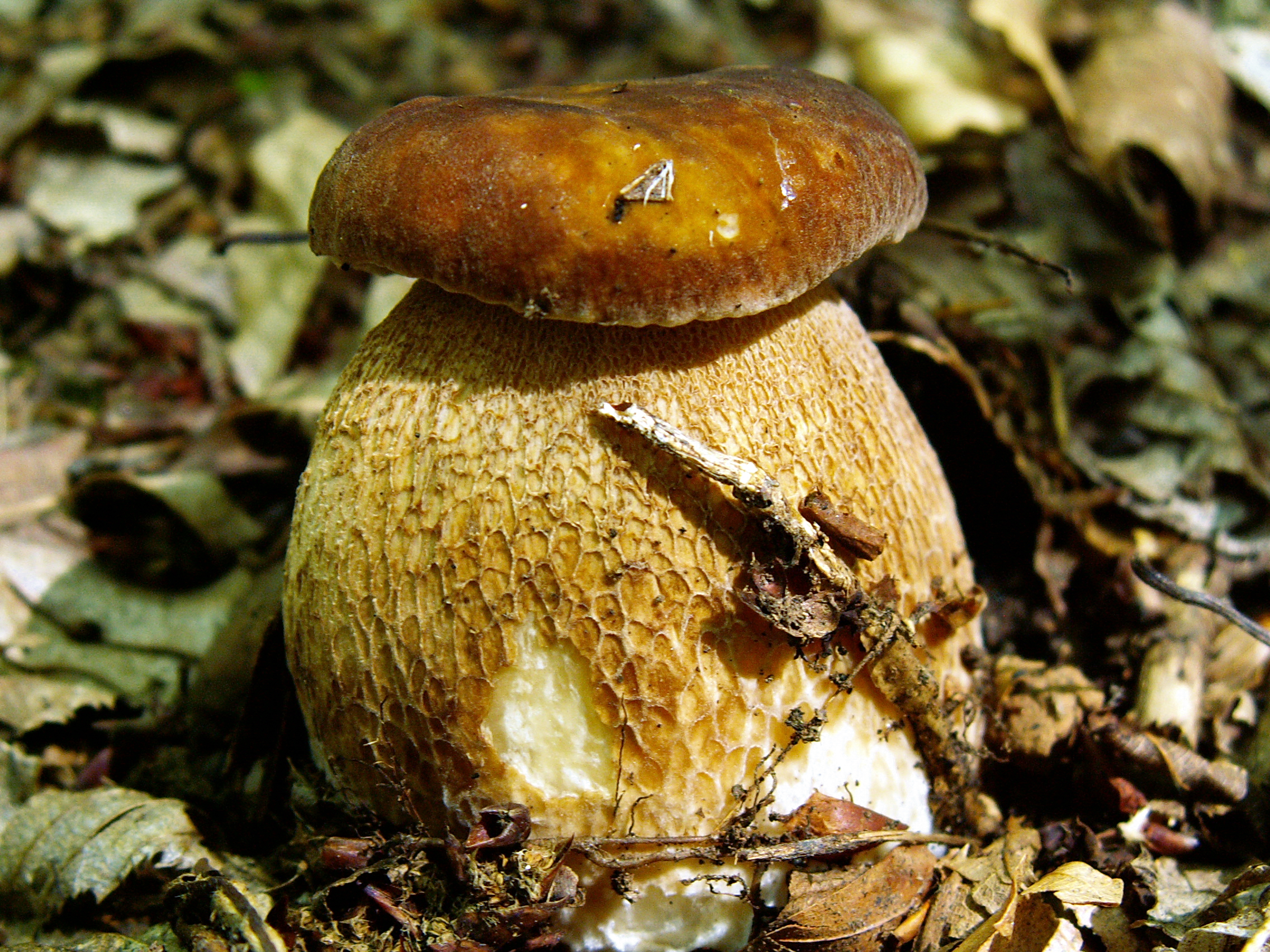
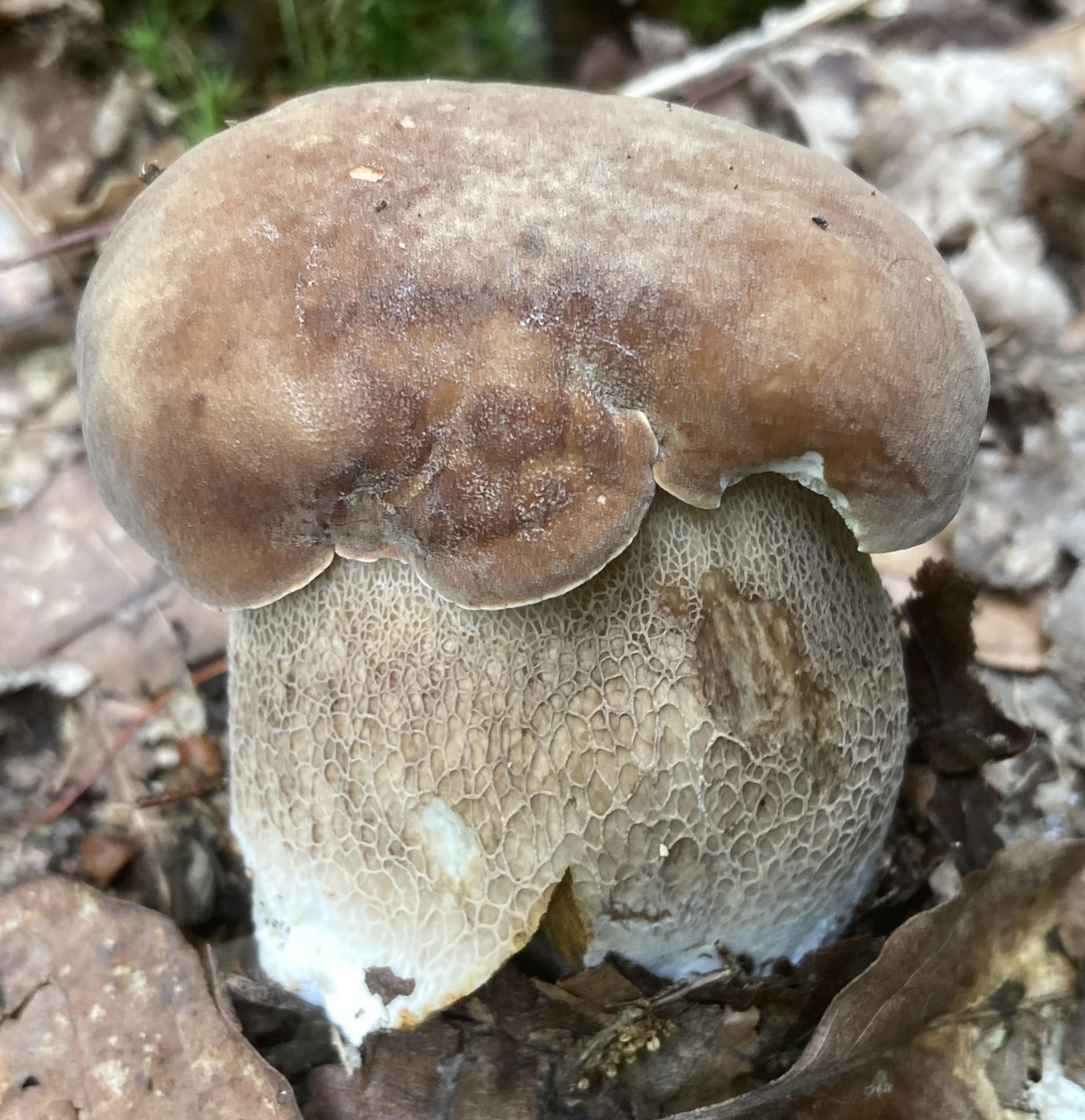
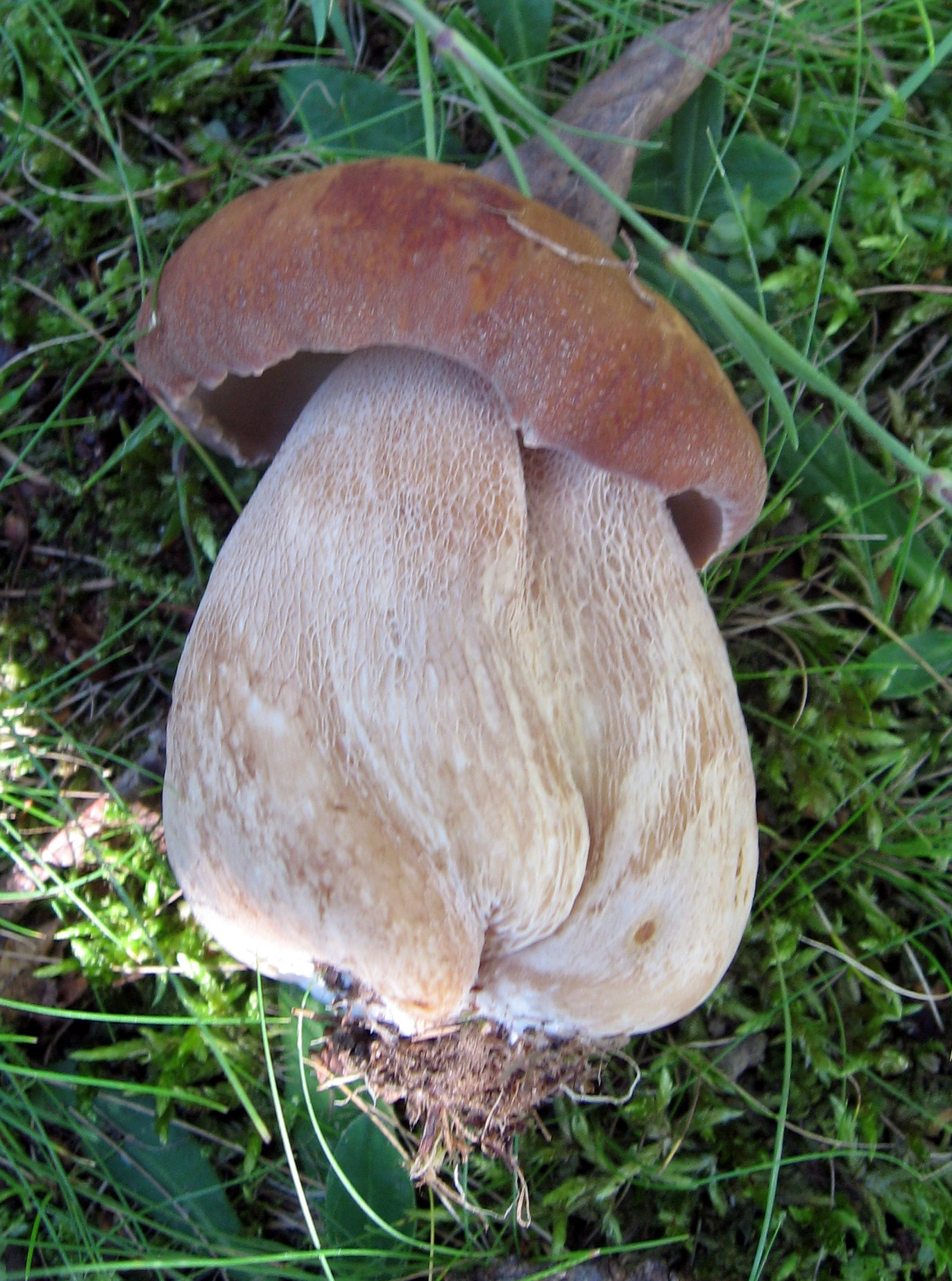
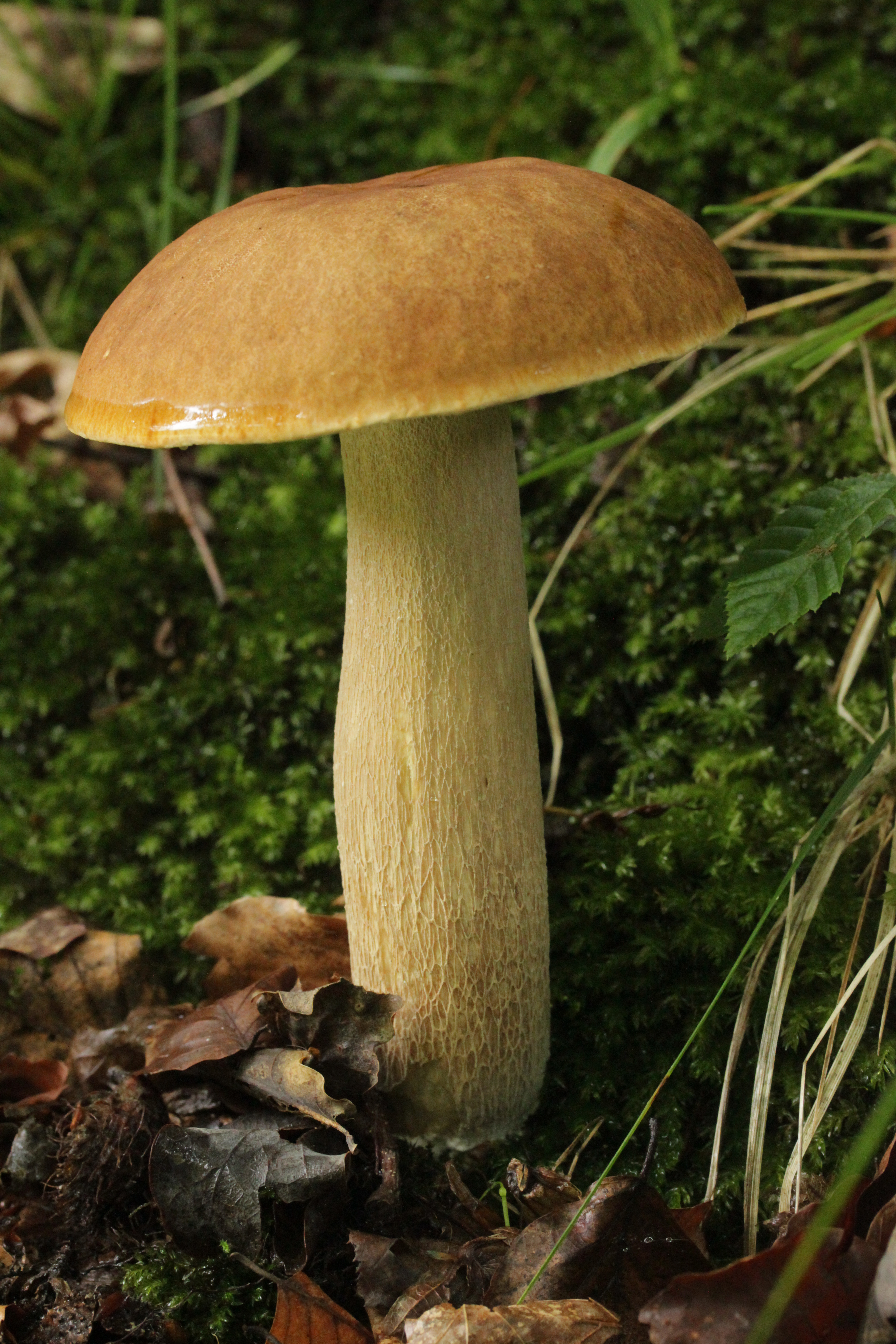
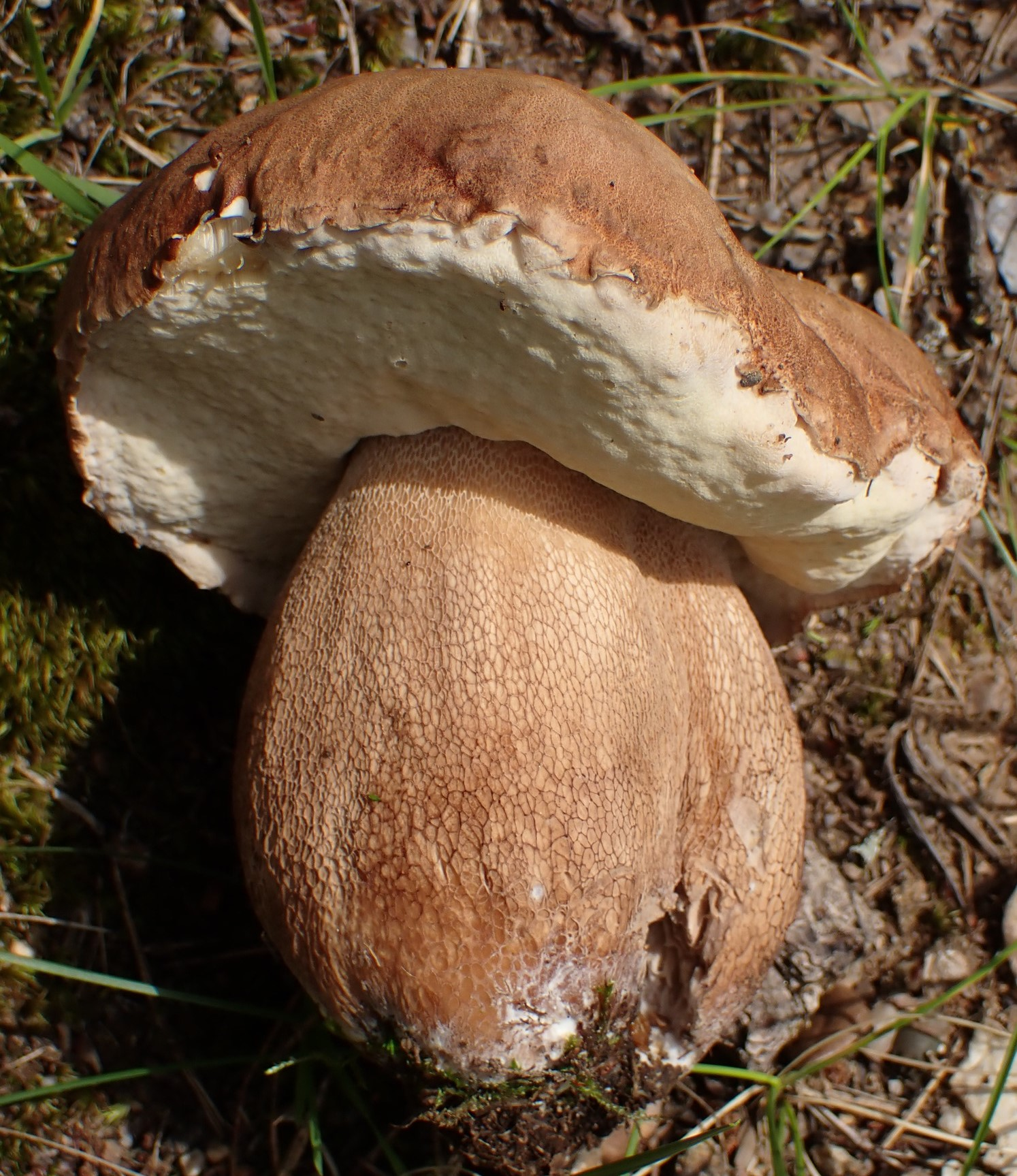
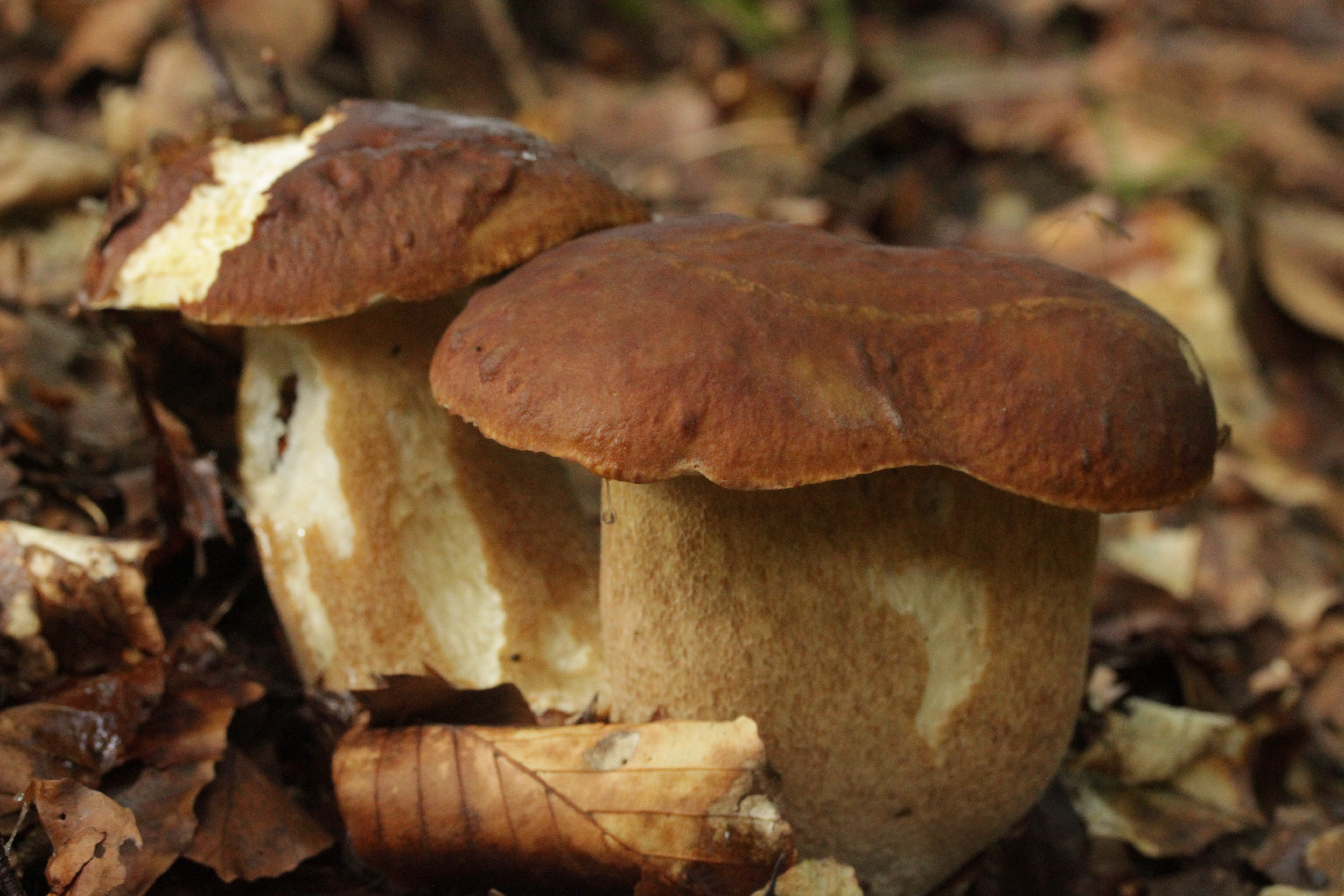
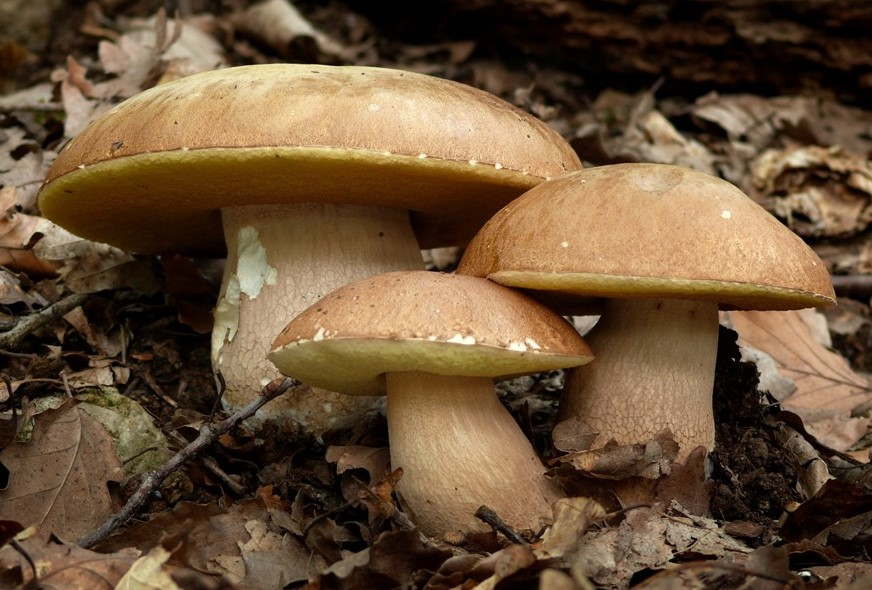
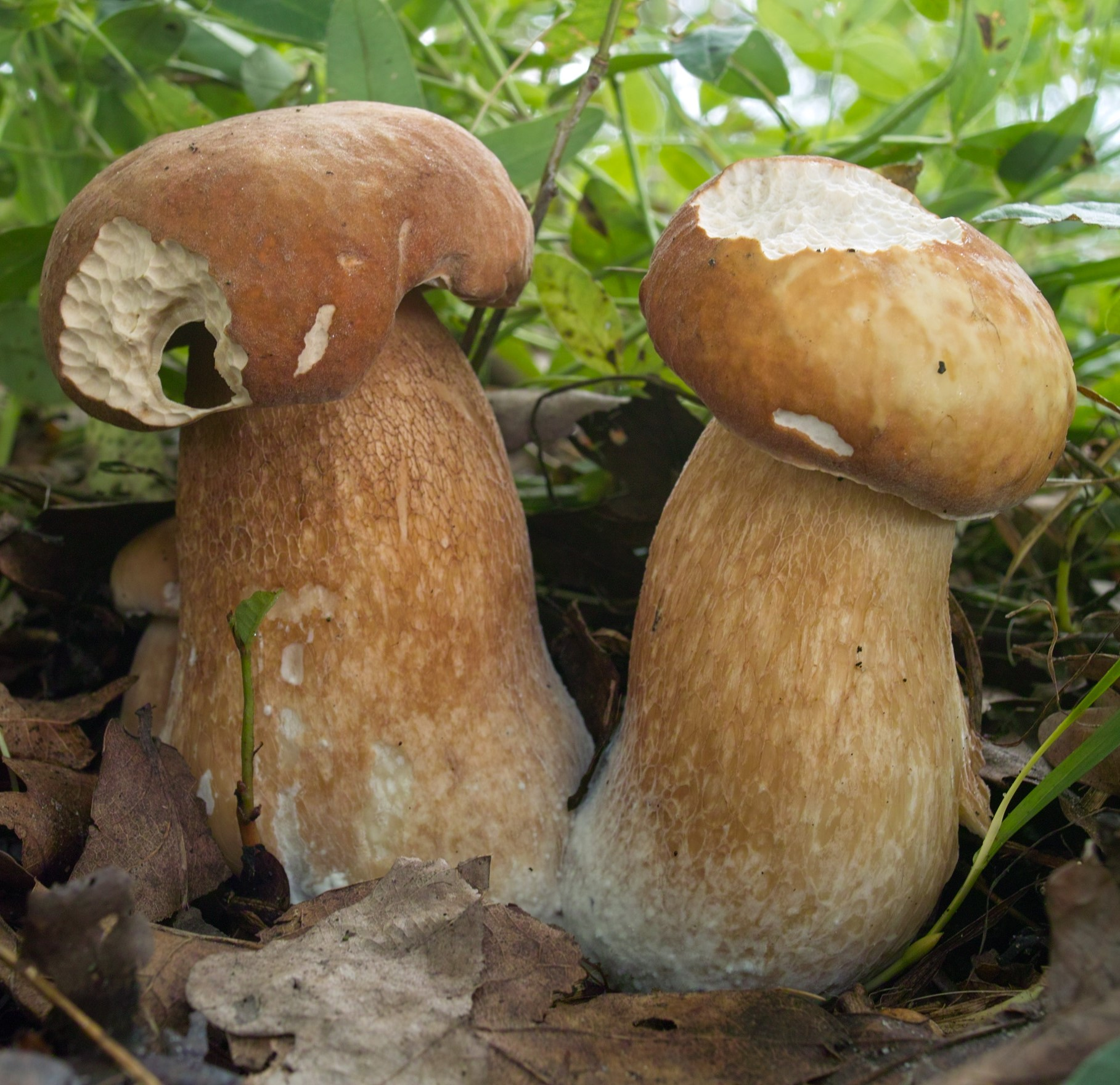
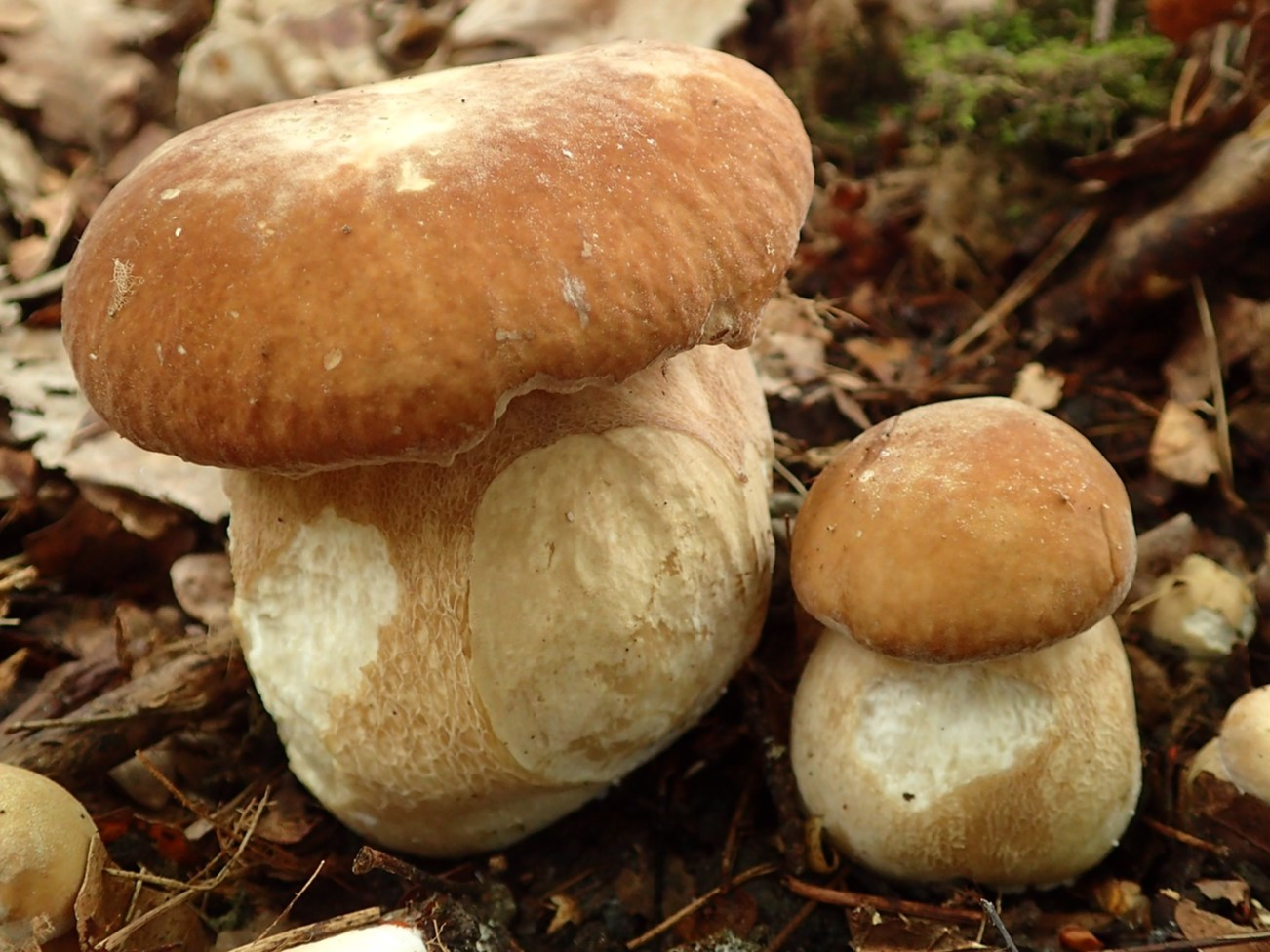
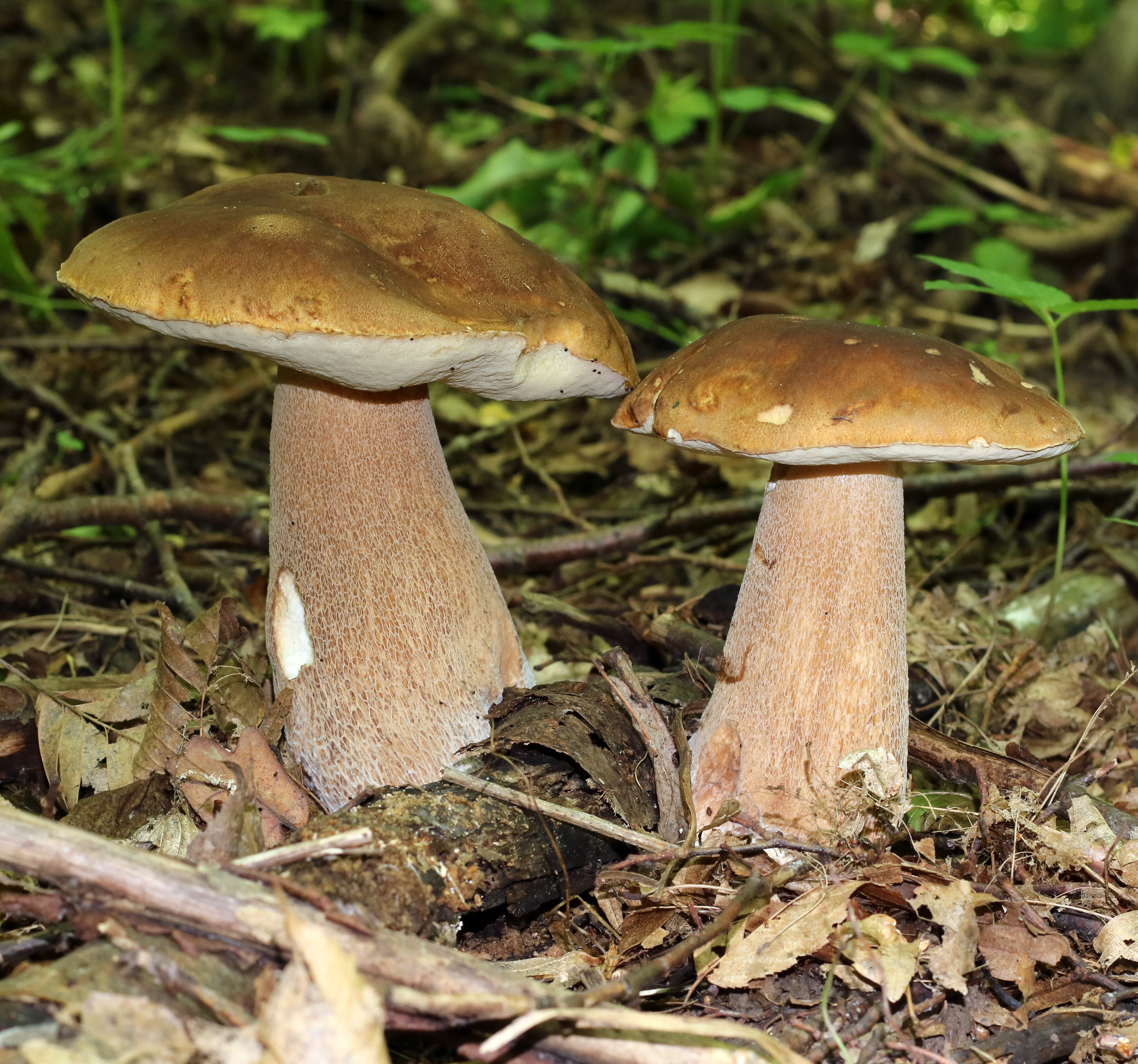
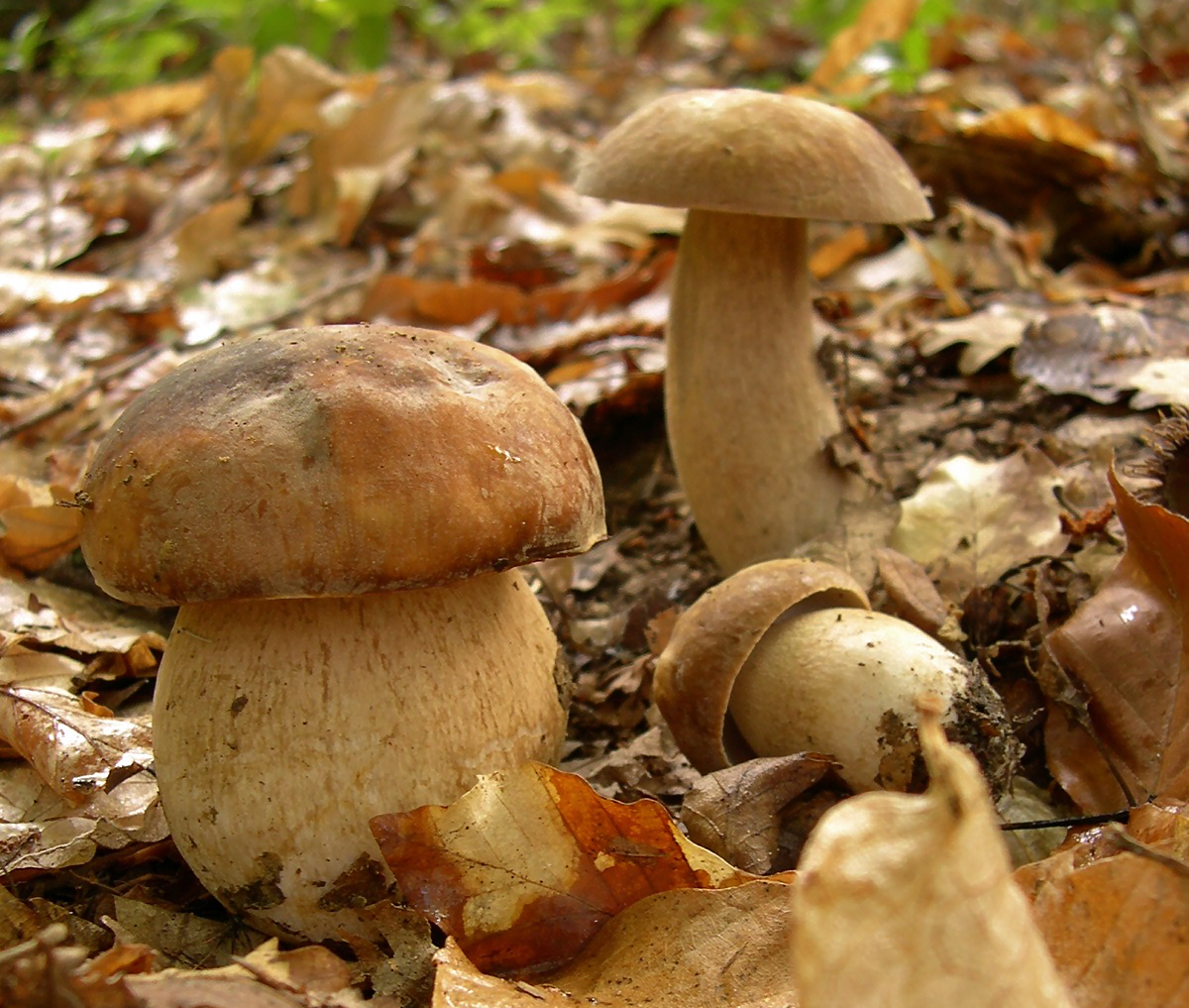
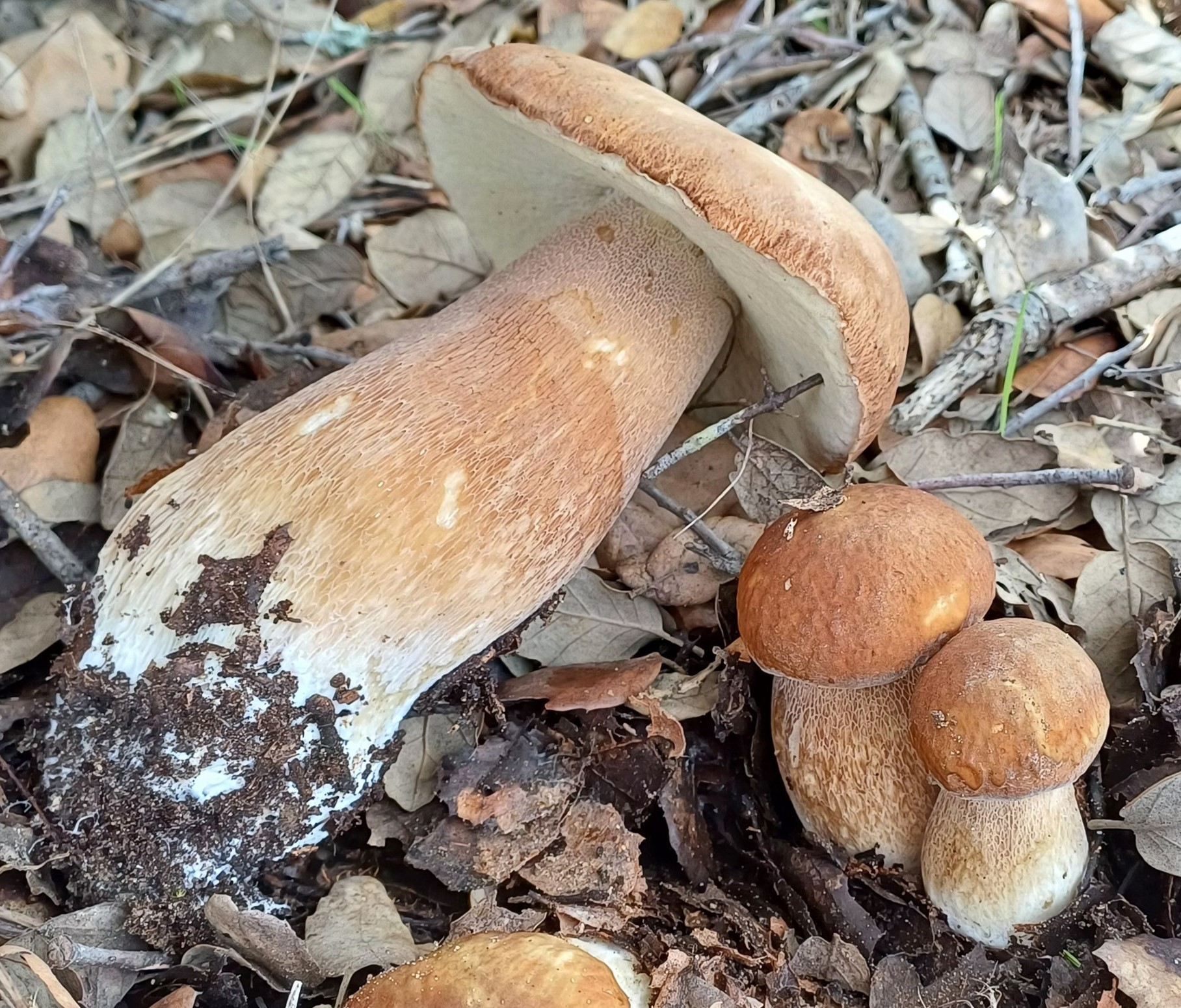
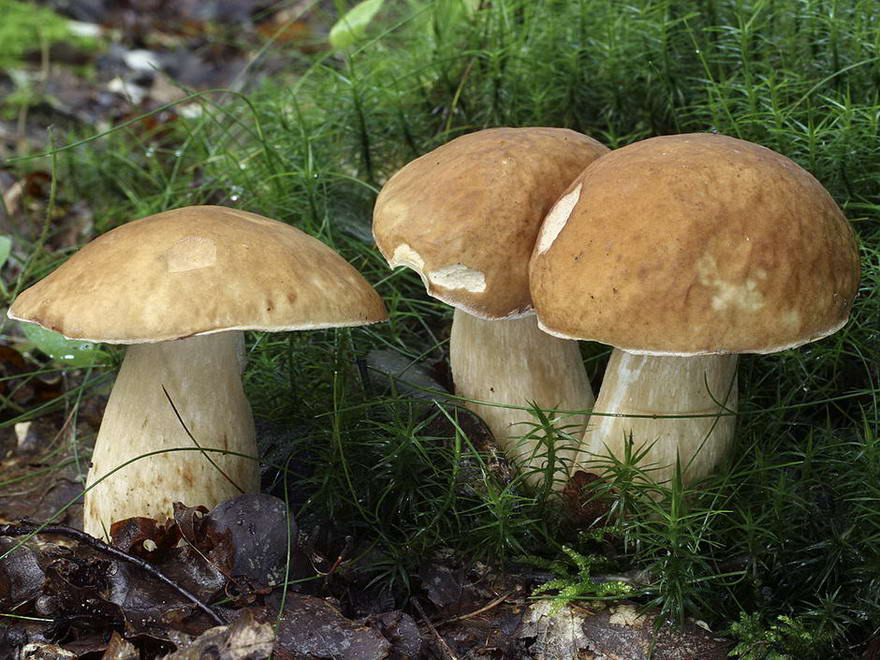
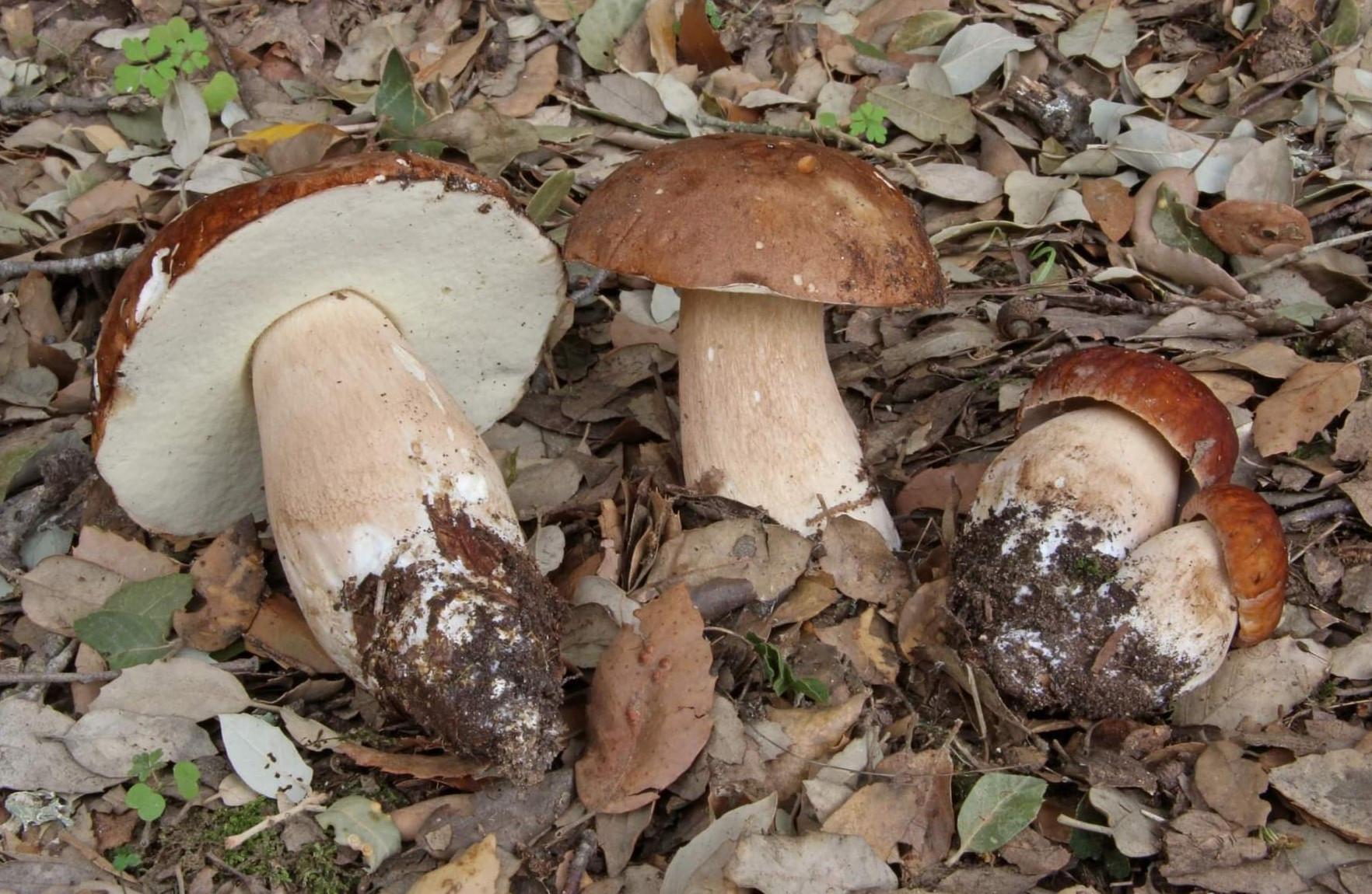
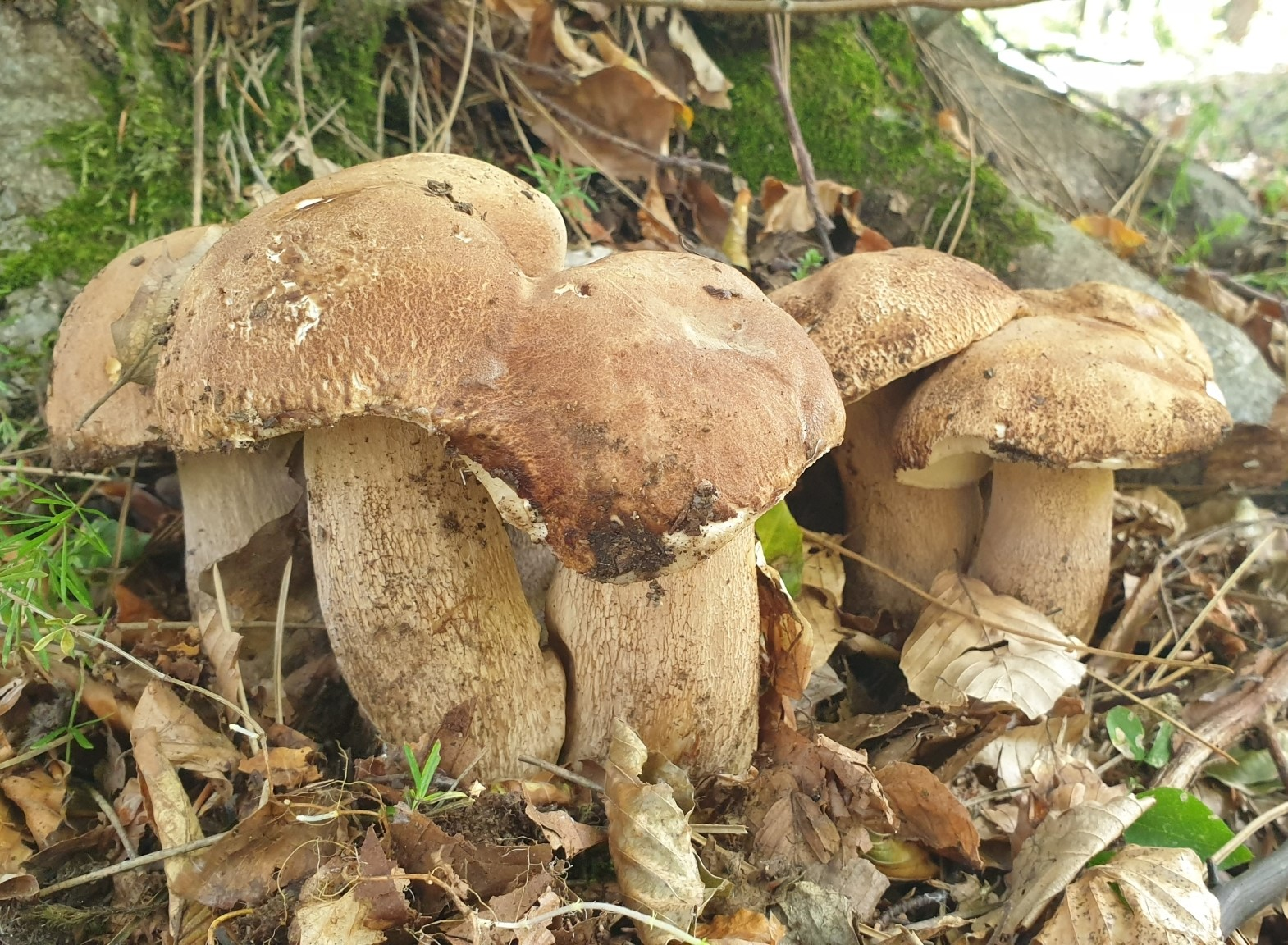
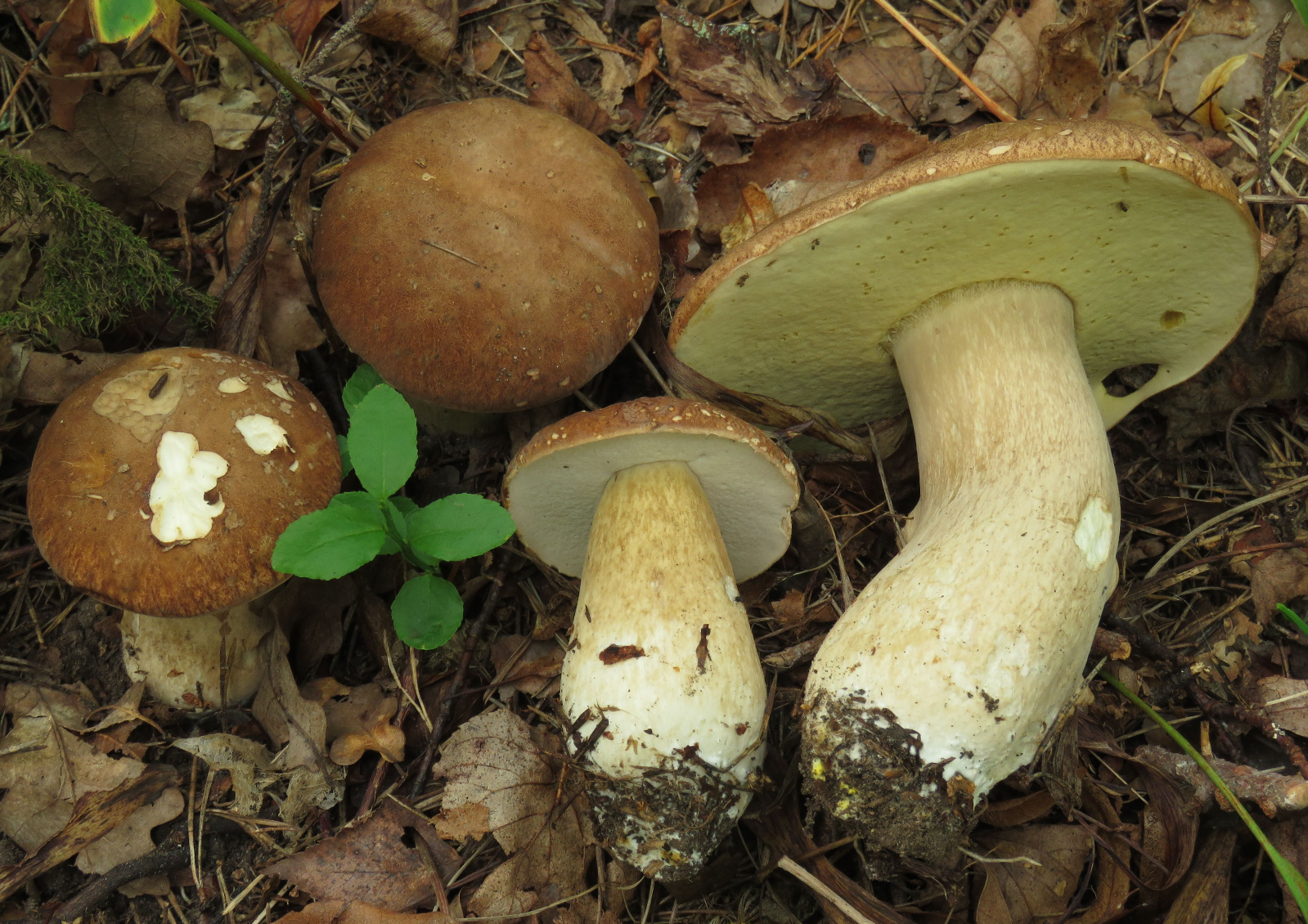
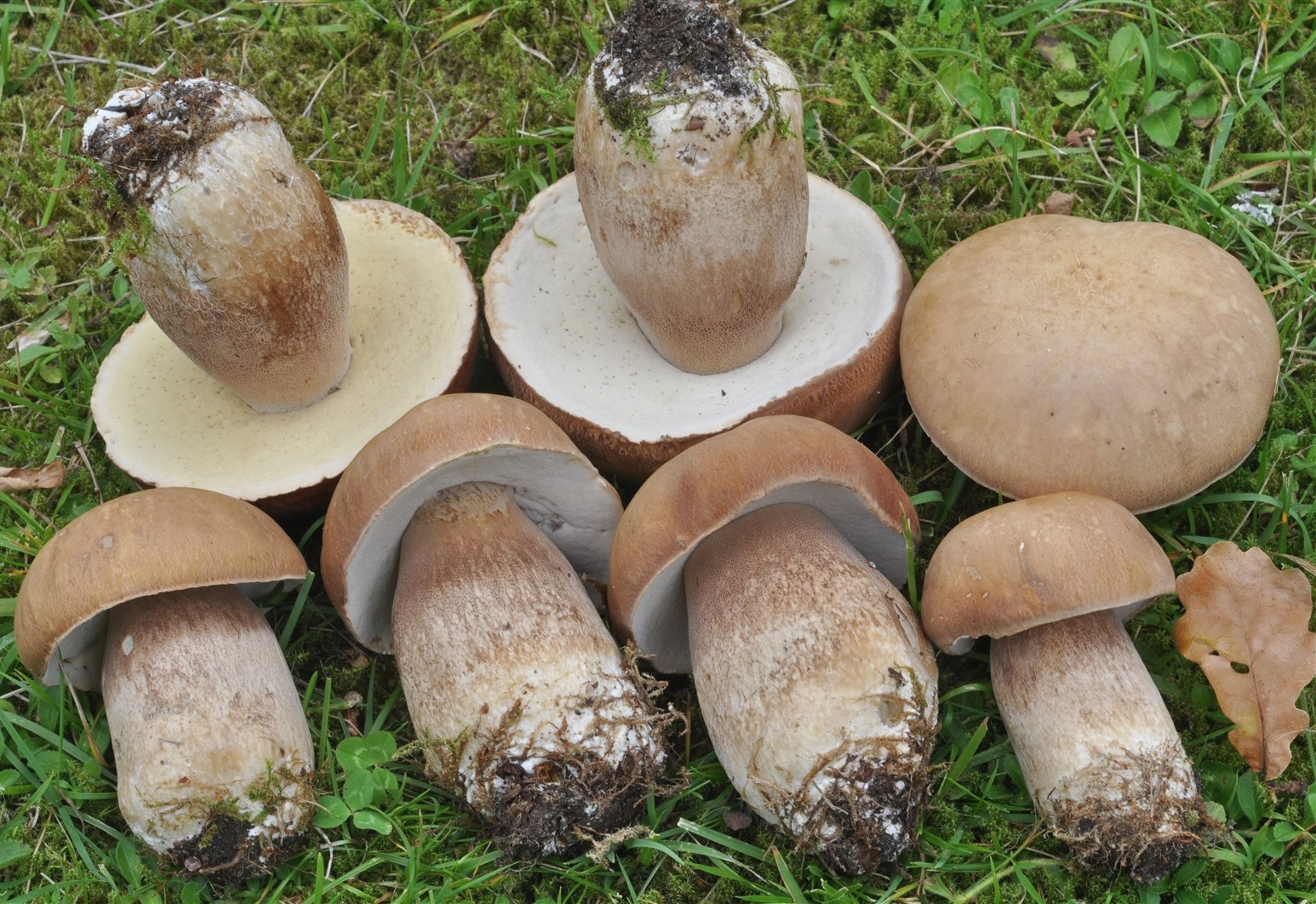

## Variétés et formes
- Boletus reticulatus possède une forme à chapeau jaune ainsi qu'à chapeau blanc, encore non décrites[11].

## Habitat et distribution
Le Cèpe d’été est un champignon que l’on rencontre dans les bois de feuillus, il est notamment mycorhizien avec le chêne, surtout le chêne blanc, lorsqu’il a fait chaud et un peu humide, on le trouve dispersé ou grégaire (ils sont parfois regroupés), du printemps la fin de l'automne, de mai à novembre, avec un pic de croissance en Juillet et un autre plus petit en octobre. On le retrouve aussi sous le charme, les tilleuls, les bouleaux, le hêtre et le noisetier, très rarement sous conifères purs.  Assez commun dans le Midi et l'Ouest de la France, il est moins banal dans la région parisienne et rarissime en Angleterre et en Irlande. Il est aussi signalé dans le Nord de l'Espagne, du Portugal, et de l'Italie. On le trouve aussi de fin mai à août dans les comtés de Douglas et Lawrence en Illinois. On pourra le trouver aux côtés de Boletus aereus qui est lui aussi thermophile.
Ce taxon se rencontre dans les pays suivants : Allemagne, Autriche, Belgique, Canada, Croatie, Danemark, Espagne, Estonie, Finlande, France, Grèce, Géorgie, Irlande, Italie, Japon, Luxembourg, Norvège, Pays-Bas, Pologne, Roumanie, Royaume-Uni, Russie, Serbie, Slovaquie, Slovénie, Suède, Tchéquie, États-Unis, Île de Man.

## Comestibilité
Le Cèpe d'été est un comestible réputé , même s'il est généralement moins connu que les autres espèces de Cèpes, les cueilleurs le confondant avec le Cèpe de Bordeaux ou ayant du mal à faire la différence. Il a l'avantage d'être présent dès le printemps, avec des poussées conséquentes en Juin et en Juillet dans les forêts de feuillus, une période où les ramasseurs de champignons ne s'attendant généralement pas à trouver des Cèpes. En poêlée, il a une note plus douce que le Cèpe de Bordeaux, sa chair est néanmoins un peu moins ferme que celle des autres Cèpes.  

### Composition
D'après l'analyse de fructifications collectéss au Portugal, sa composition comprend 334 kilocalories par 100 grammes de bolet (en poids sec). La composition en macronutriments de 100 grammes de Cèpe d'été séché comprend 22,6 grammes de protéines, 55,1 grammes de glucides et 2,6 grammes de lipides. En poids, les fructificationsfraiches sont composés d'environ 91 % d'eau. B. reticulatus contient surtout des acides gras insaturés, principalement de l'acide cis-linoléique, suivi d'acides cis-oléique, palmitique et stéarique. La composante glucidique contient les monosaccharides glucose, mannitol et α,α-tréhalose, le polysaccharide glycogène et le polysaccharide structurel insoluble dans l'eau, la chitine, qui représente jusqu'à 80-90 % de la matière sèche dans les parois cellulaires des champignons. La chitine, l'hémicellulose et les hydrates de carbone de type pectine - tous indigestes pour l'homme - contribuent à la forte proportion de fibres insolubles dans B. reticulatus. Il contient également plus de tocophérol que les autres espèces de champignons.

## Confusions possibles
En terme de confusions possibles, comme tous les Cèpes, le Cèpe d'été ne présente pas de confusions réellement dangereuses. On peut néanmoins noter les espèces ressemblantes suivantes :
- Boletus edulis, le Cèpe de Bordeaux. Le Cèpe de Bordeaux (Boletus edulis), lui est très semblable et est souvent confondu avec cette lui. Le Cèpe d'été s'en distingue par l'absence de chair sous-cuticulaire rosâtre, un chapeau sec (et non gras contrairement à B.  edulis) d'une couleur brune uniforme, ainsi qu'un réseau sur le stipe qui descend bien plus souvent jusqu'à la base que celui de B. edulis, qui chez lui s'arrête souvent au tiers supérieur du stipe. De plus contrairement à B. edulis, il ne présente généralement pas de marginelle blanchâtre, et il s'agit d'une espèce thermophile qui sortira généralement durant les périodes de chaleur durant l'été, tandis que B.edulis est une espèce hygrophile préférant l'humidité de l'automne. Comestible réputé.
- Le Cèpe bronzé (Boletus aereus), qui pousse plus ou moins à la même période, peut lui ressembler lorsque son chapeau prend des tons plus clair, ou lorsque le chapeau du Cèpe d'été prend des tons plus foncés. Cependant, le pied du Cèpe bronzé est généralement un peu plus sombre et est orné d'un réseau beaucoup plus discret et moins developpé. Comestible réputé.
- Le Bolet amer (Tylopilus felleus) peut aussi être confondu avec, quoique les pores de ce dernier aient une teinte rosée à maturité. De plus, le stipe du Bolet amer présente un réseau de couleur sombre et beaucoup plus grossier et saillant que celui des Cèpes. Son goût très amer le rend immangeable. Amer, non comestible, potentiellement émétique.
- Le Bolet châtain (Gyroporus castaneus), aux couleurs rappelant celles d'un Cèpe, mais au pied lisse sans réseau, à l'intérieur caverneux. Comestible cuit, jeune, après évaluation approfondie de l'état de conservation.
- Le Bolet dépoli (Hemileccinum impolitum), au chapeau brunâtre blanchâtre feutré, aux pores jaunes dès le début, au pied squamuleux et à l'odeur d'iode à la base. Comestible.